# جیمز تی استپل
جیمز تی استپل (به انگلیسی: James T. Staples) یک کشتی بود که طول آن ۲۰۷٫۲ فوت (۶۳٫۲ متر) بود. این کشتی در سال ۱۹۰۸ ساخته شد.